# 孙锐
孙锐（1984年11月9日—），男，湖北武汉人。中国舞蹈艺术家，一级演员，北京舞蹈学院青年舞团古典舞演员及北京当代芭蕾舞团现代芭蕾舞演员；国内外多项舞蹈比赛金奖获得者；汏黑天艺术舞蹈工作室创始人。曾出演“竹梦”、“梅”、”长河吟“等独舞作品。

## 生平
孙锐6岁开始习舞。早年的代表作有“小儿郎”。2001年2月，北京舞蹈学院附中毕业后随团赴美演出的孙锐及其同伴，在华盛顿州遭遇的严重车祸。2001年北京舞蹈学院附中毕业之后，进入中国古典舞系表演专业。2005年自北京舞蹈学院本科毕业。
孙锐以2005年CCTV电视舞蹈大赛的《竹梦》开始、以及2009年央视春节联欢晚会领舞《蝶恋花》被众人所熟知。
2020年10月，参加电视舞蹈节目《蒙面舞王》。在北京参与2020“时间·之问”系列活动，重返舞台后的第一个演出是现代舞《晚餐》。

## 重要演出及出访活动
- 2005年9月：  第17届大连服装节开幕式 领舞大型舞蹈《凤鸣和祥》
- 2005年11月：北京奥运会千日倒计时-奥运吉祥物发布揭晓晚会，表演开场舞蹈《鼓舞中国》
- 2006年1月：  北京电视台《2006北京新春大联欢》表演舞蹈《青春旋律》
- 2006年1月：  文化部06春节电视晚会《和谐家园》表演舞蹈《春的激情》
- 2006年7月：  参演 中央电视台 全国20余所艺术院校《2006毕业歌》-《相约灿烂》 综合晚会
- 2006年12月-07年4月：参演北京舞蹈学院青年舞团 汉风舞蹈诗《大风歌》 饰演：范增
- 2007年5月：  随北京舞蹈学院青年舞团赴澳大利亚悉尼演出
- 2007年5月：  参与《巨石传奇·情动华山》大型文艺演出 领舞古典舞《竹松》
- 2007年8月：  随北京舞蹈学院青年舞团赴日本演出
- 2007年10月： 参与"特奥精神在中国"文艺晚会暨颁奖典礼 表演男子独舞《粉墨登场》
- 2007年11月： 第八届中国艺术节开幕式 领舞大型歌舞《天地和鸣》
- 2008年3月：  参演北京舞蹈学院制作大型中国古典舞剧《唐琬》
- 2008年5月：  赴法国参加第61届戛纳电影节 “中国电影之夜”表演男子独舞《粉墨登场》
- 2008年5月：  参与中国唐宋名篇音乐朗诵会-《宋人弦歌》汶川地震赈灾演出-为交响乐朗诵《鹊桥仙》配舞
- 2008年11月： “艺术院校舞台艺术精品展演周”之“舞之魂”主题舞蹈晚会 表演独舞《长河吟》
- 2008年11月： 参与“中国改革开放30周年-舞蹈精品晚会” 演绎男子经典独舞《海浪》
- 2008年11-12月：随北京舞蹈学院青年舞团赴阿联酋演出
- 2008年12月： 参与“北京国际戏剧舞蹈演出季” 主演中国原创当代芭蕾舞剧《空间日记》
- 2009年1月：  担任中央电视台春节联欢晚会大型舞蹈《蝶恋花》领舞
- 2009年2-4月：主演北京当代芭蕾舞团 之现代芭蕾舞剧《惊梦》 饰演：柳梦梅
- 2009年5月：  参演青海省西宁市大型音画舞蹈诗《天域·天堂》舞段⑨双人舞《萌》 饰演神鸟
- 2009年7月：  主演大庆歌舞剧院的大型生态舞剧《鹤鸣湖》
- 2009年11月： 参演北京舞蹈学院和英国密德萨斯大学合作的国际舞蹈创作研究项目《舞动无界》，主题“起舞于动荡世界”
- 2010年6月：  赴瑞典表演舞蹈《棱镜》三部曲；
- 2011年9月18日：罗马举行的意大利“中国文化年” 表演诗乐舞集《亚洲铜》
- 2011年10月： 第20届中国金鸡百花电影节颁奖典礼 亮相红地毯  表演水中舞蹈《戏梦人生》和双人舞《梦旅人》
- 2011年10月： 全国政协机关纪念辛亥革命100周年文艺演出 表演双人舞《与妻书》
- 2011年11月： 《亚彬和她的朋友们》第三季[守望] 表演四人舞《寻》
- 2011年12月： [创意海之南—阳光杯2011颁奖盛典] 沙画双人舞表演《三寸天堂》
- 2012年2月6日：参与[FM900文艺广播]曹力主持的孙锐访谈节目
- 2012年1月：  2012北京卫视春晚 担任舞蹈《春回大地 龙跃神州》领舞
- 2012年1月：  江苏卫视龙年春晚 担任舞蹈《水龙吟》领舞
- 2012年4月：  参演太原市歌舞团大型民歌情景诗《桃花红》饰演飞蛾
- 2012年5月：  赴法国参加第65届戛纳电影节 “中国电影之夜” 表演双人舞《海之精灵》
- 2012年7月：  [名家名作中国舞蹈十二天] 参演肖向荣舞蹈作品《海子》
- 2012年8月：  [名家名作中国舞蹈十二天]系列 国家大剧院《亚彬和她的朋友们三年展》 表演男子独舞《灵魂在远方》
- 2012年9月：  第31届大众电影百花奖颁奖典礼暨闭幕式 亮相红地毯 担任舞蹈《蝶舞芬芳》领舞
- 2012年11月： 参加浙江省音乐厅上演的杭韩[舞韵传情] 表演男子独舞《灵魂在远方》
- 2012年11月： CCTV喜迎党的十八大胜利召开大型专题文艺晚会[领航中国] 担任大型情景舞蹈《绽放》领舞
- 2012年11月： 2012国家大剧院舞蹈节：培艺艺术基金·云聚系列之古典舞—神色  表演男子独舞《竹梦》
- 2013年1月：  CCTV 启航2013中央电视台元旦晚会 担任[相约北京.快乐出发]－开场舞 领舞。
- 2013年2月：  2013年北京BTV环球春晚 表演双人舞《滴答》
- 2013年2月：  澳门春晚 表演独舞蹈《墨舞莲花生》
- 2013年5月：  参加2013年在德国汉诺威举办的国际编舞大赛，参赛作品为《褪 Fade》
- 2013年10月： 在青岛参加第十届中国艺术节、第十四届文华奖，获文华剧目奖的海南省歌舞团的大型原创舞蹈诗《黎族故事》演出
- 2020年10月： 在北京798参与2020“时间·之问”Even，在《夜晚》单元、表演现代舞《晚餐》。

## 主要获奖经历及代表作品
| 获奖年份 | 比赛名称                                 | 舞蹈作品          | 舞种及奖项                                   | 备注                                                                               |
| 2000年   | 中国青少年艺术大赛暨第六届桃李杯舞蹈比赛 | 《小儿郎》        | 中国舞 少年乙组（男子）二等奖                | 文化部主办 全国艺术院校最高级别比赛                                                |
| 2003年   | 第七届桃李杯舞蹈比赛                     | 《竹梦》－2003版  | 古典舞 青年组 （男子）二等奖                 |                                                                                    |
| 2005年   | 第三届CCTV电视舞蹈大赛                   | 《竹梦》－2005版  | 古典舞 表演二等奖                            | 中央电视台主办                                                                     |
| 2005年   | 第二届中国舞蹈节暨第五届中国舞蹈荷花奖   | 《梅》            | 古典舞 第三名、表演金奖                      | 中国文联、中国舞协主办                                                             |
| 2007年   | 第七届全国舞蹈比赛                       | 《长河吟》        | 文华舞蹈节目表演奖                           | 文化部主办、每三年一届。此奖为中国舞蹈界最高奖项 － 本作品获文华舞蹈节目创作一等奖 |
| 2008年   | 意大利国际舞蹈大赛 Premio Roma 2008      | 现代男子独舞      | 现代舞第一名，芭蕾舞、现代舞混合总决赛第三名 | 意大利国家舞蹈学院主办                                                             |
| 2009年   | 中央电视台春节联欢晚会                   | 《蝶恋花》 －领舞 | “我最喜爱的春晚节目”歌舞类作品一等奖         |                                                                                    |

## 相关出版物及其他活动
- 孙锐，《长河吟》北京舞蹈学院学报论文，北京舞蹈学院学报，2007年，4：4/4页 ，CN 11-3982/J
- 全国师范院校舞蹈普及教材与教法：中国古典舞－剑舞： 特邀青年舞蹈家孙锐示范动作规格要领。
- 2007-2008年兼任北京舞蹈学院附中基础训练课教师
- 出席「美若舞蹈客厅」第四期|对话 • 青年舞蹈家孙锐——舞蹈让我们不再孤单